# 알 수 없는 인생
〈알 수 없는 인생〉은 2006년 이문세의 소품집 《이문세+발칙한 여자들 OST》에 수록된 곡이자 타이틀곡이다. MBC 드라마 《발칙한 여자들》의 OST를 겸한 소품집의 타이틀곡으로 발매되었다.
이문세가 내놓은 4년 만의 신곡이라는 점, 윤일상 프로듀서가 선보인 빠른 템포의 음악, 그러면서도 서정적인 가사가 대비되면서 대중의 많은 사랑을 받았다. 특히 이문세의 전성기를 함께 보낸 2006년 기준의 30대~40대 대중이 가장 많이 호응한 곡인데, 2006년 10월 첫째 주에는 라디오 방송 차트에서 가장 많이 선곡된 곡으로 꼽히기도 했다.